# Dann kam Lucy
Dann kam Lucy ist ein deutscher Fernsehfilm von Christoph Schrewe aus dem Jahr 2011.

## Handlung
Saskia Martens lebt zurückgezogen auf ihrem weitläufigen Pferdegestüt, seit sie vor zwölf Jahren von ihrem Mann für eine andere Frau verlassen wurde. Eines Tages erhält sie einen Anruf vom Jugendamt. Frau Hartwig teilt ihr mit, dass ihre Freundin Andrea bei einem Autounfall verstorben ist. Saskia ist die Patentante von Andreas Tochter Lucy, die sie vor zwölf Jahren zuletzt gesehen hat. Lucy ist inzwischen 16 Jahre alt. Sie kam unehelich zur Welt und Andrea mied den Kontakt zum Kindsvater Alex, nach dem nun gesucht wird. Bis dahin soll Lucy im Heim wohnen. Saskia stimmt zu, dass Frau Hartwig mit Lucy das Gestüt besucht. Auf Frau Hartwigs Anraten lässt sie Lucy auf dem Gestüt wohnen, bis Alex ausfindig gemacht wurde.
Lucy entpuppt sich als vorlauter Teenager. In London aufgewachsen, kann sie mit dem Landleben nicht viel anfangen, fotografiert ständig mit ihrem Handy und chattet mit ihrer besten Freundin. Saskia sieht Lucy nur, wenn sie sich ihr Essen auf ihr Zimmer holt. Nach einer Woche reicht es Saskia. Sie überredet Lucy, mit Fynn, der sich mit der Arbeit auf dem Gestüt sein Architekturstudium finanziert, Pferde auf die Weide zu bringen. Schon nach einigen Metern hat sie keine Lust mehr und geht zurück. Nun gibt Saskia Regeln vor: Lucy soll für die Internetnutzung etwas leisten und als erstes die Pferde auf die Weide bringen. Aus Rache lässt sie das Weidentor offen. Beim später von Saskia festgelegten gemeinsamen Abendbrot geht Lucy nach kurzer Zeit. Die Pferde sind unterdessen ausgerissen und müssen eingefangen werden, und Saskia verpflichtet Lucy wütend zum Stallausmisten am nächsten Tag. Lucy rennt weg, kommt jedoch nicht weit, da Busse in der Gegend nur zweimal am Tag fahren. Beim Stallausmisten taut das Eis zwischen Lucy und Saskia und Lucy berichtet ihrer Patentante, dass sie an Andreas Tod schuld ist: Sie hatte sich mit ihrer Mutter am Handy gestritten, als plötzlich die Verbindung abriss. Lucy glaubt, dass ihre Mutter durch den Streit abgelenkt war und dadurch den Unfall verursachte. Saskia forscht nach und erfährt, dass zwischen Telefonat und Unfall mehr als zehn Minuten vergingen. Ein Lastwagenfahrer hatte Andrea einfach übersehen. Lucy trägt keine Schuld. Die Nachricht ist für Lucy eine große Erleichterung und das Verhältnis zu Saskia verbessert sich in den folgenden Tagen so sehr, dass Saskia ihr anbietet, zukünftig eine Schule mit Internat unweit des Gestüts zu besuchen.
Eines Tages meldet das Jugendamt, dass man Lucys Vater Alex in Amsterdam gefunden habe. Kurze Zeit später trifft Alex auf dem Gestüt ein. Er ist inzwischen als Galerist tätig, nachdem seine Karriere als Maler eher erfolglos war. Lucy ist von Alex, der erst durch das Jugendamt von seiner Vaterschaft erfahren hat, begeistert. Saskia hingegen bleibt skeptisch, hat sich Alex doch früher als wenig verlässlich erwiesen. Alex bleibt über Nacht und Saskia beginnt, Alex in einem neuen Licht zu sehen, auch wenn sie seiner Idee, aus einem nicht genutzten Gesinderaum ein Atelier zu machen, wenig abgewinnen kann. Saskia und Lucy besuchen Alex wenig später in Amsterdam. Als Lucy sich in dem großen Loft bereits ein Zimmer aussuchen will, in dem sie zukünftig leben wird, reagiert Alex überrascht, ging er doch davon aus, dass Lucy weiterhin bei Saskia wohnt. Lucy reagiert verletzt und geht und auch Saskia wirft Alex vor, dass er sich nicht verändert habe. Am nächsten Morgen steht Alex wieder vor der Tür und will sich entschuldigen. Er muss erst noch lernen, mit seiner Vaterrolle richtig umzugehen, und will Lucy natürlich bei sich aufnehmen. Die hat jedoch über Nacht ihre Sachen gepackt und ist verschwunden. Alex und Saskia beginnen eine großangelegte Suchaktion, wollte Lucy doch per Bus nach Amsterdam fahren. Sie suchen sie in Amsterdam und kehren am nächsten Tag erschöpft auf das Gestüt zurück. Im Internet sehen sie Lucys Profiländerung vom Morgen mit Bild. Saskia erkennt, dass Lucy sich bei Fynn aufhält. Dort zur Rede gestellt, findet Lucy an ihrem Verhalten nichts schlechtes. Wieder einmal wirft sie Saskia vor, alles zu verkrampft zu sehen. Weil sie jetzt mit Fynn zusammen ist, will sie auch lieber bei Saskia bleiben. Die lehnt eine Unterbringung von Lucy nun ab. Für sie als Einzelgängerin ist eine Grenze überschritten, zumal Lucy sich für ihr Verhalten auch nicht entschuldigt. Kühl lässt sie Lucy und Alex nach Amsterdam abfahren.
Wochen vergehen, in denen sich Saskia nicht bei Lucy und Alex meldet. Erst Fynn bringt sie dazu, wieder den Kontakt zu suchen. Sie fährt nach Amsterdam und erfährt vor Ort, dass Alex seine Galerie aus finanziellen Gründen aufgeben muss. Er will zukünftig in Basel arbeiten und Lucy mitnehmen. Saskia erinnert sich an seine Idee, den Gesindetrakt zu Galerie und Künstlerwohnungen auszubauen, und beide reagieren begeistert, zumal sich Alex und Saskia ineinander verliebt haben. Wenig später findet die Einweihung der neuen Kunstgalerie auf dem Gestüt statt und Fynn und Lucy sowie Saskia und Alex können nun zusammen leben.

## Produktion
Dann kam Lucy wurde unter dem Arbeitstitel Feuer und Wasser vom 14. September bis 14. Oktober 2010 in Köln, Düsseldorf und Umgebung sowie in Utrecht und Amsterdam gedreht. Die Filmbauten schuf Cordula Jedamski, die Kostüme stammen von Elisabeth Kraus. Der von Marcel Barsotti geschriebene Soundtrack zu Dann kam Lucy wurde zusammen mit der Filmmusik zu Liebe am Fjord – Das Meer der Frauen 2011 auf CD veröffentlicht.
Der Film erlebte am 5. November 2011 auf den 33. Biberacher Filmfestspielen seine Premiere. Die Erstausstrahlung im Fernsehen erfolgte am 20. April 2012 auf Das Erste.

## Kritik
Anna Julia Höhr vom Teleschau-Mediendienst nannte Dann kam Lucy eine „rundum stimmige Familienkomödie, die neben vorhersehbaren auch überraschende Wendungen bereithält. Vor allem Olga von Luckwald geht in der Rolle der rotzfrechen Großstadt-Zicke voll auf – es macht Spaß, dabei zuzusehen, wie sie und Julia Jäger sich am laufenden Band die Bälle zuwerfen. Erfreulich ist zudem, dass das Drehbuch von Michael Meisheit die herzerfrischend quirlige Protagonistin auch von ihrer verletzlichen Seite zeigt: Die Figur der Lucy ist nicht nur sehr unterhaltsam, sondern auch absolut glaubwürdig.“
Für den film-dienst war der Film „eine nachdenklich stimmende Familienkomödie über drei grundverschiedene Menschen, die sich einander nur langsam öffnen und annähern können“.
„Dank Olga von Luckwald ganz charmant, aber die ‚Töpfchen-findet-Deckelchen‘-Geschichte hätte ruhig origineller sein dürfen“, schrieb TV Spielfilm.